# Barbula geheebiaeopsis
Barbula geheebiaeopsis là một loài rêu trong họ Pottiaceae. Loài này được Müll. Hal. mô tả khoa học đầu tiên năm 1883.